# Продайвода Олександр Юрійович
Олекса́ндр Ю́рійович Продайвода — майор[джерело?] Збройних сил України, учасник російсько-української війни.
Командир взводу розвідувальної роти штабного батальйону, 24-та окрема механізована бригада.

## Нагороди
за особисту мужність і героїзм, виявлені у захисті державного суверенітету та територіальної цілісності України, вірність військовій присязі під час російсько-української війни, відзначений — нагороджений
- 27 червня 2015 року — орденом Богдана Хмельницького III ступеня.